# Nagyhuta
Nagyhuta is een plaats (község) en gemeente in het Hongaarse comitaat Borsod-Abaúj-Zemplén. Nagyhuta telt 88 inwoners (2001).